# Lozove, Sribne
Lozove (în ucraineană Лозове) este un sat în comuna Hrîțiivka din raionul Sribne, regiunea Cernihiv, Ucraina.

## Demografie
Componența lingvistică a localității Lozove
     Ucraineană (100%)
Conform recensământului din 2001, toată populația localității Lozove era vorbitoare de ucraineană (100%).